# Court of Chancery
Vous lisez un « bon article » labellisé en 2010.

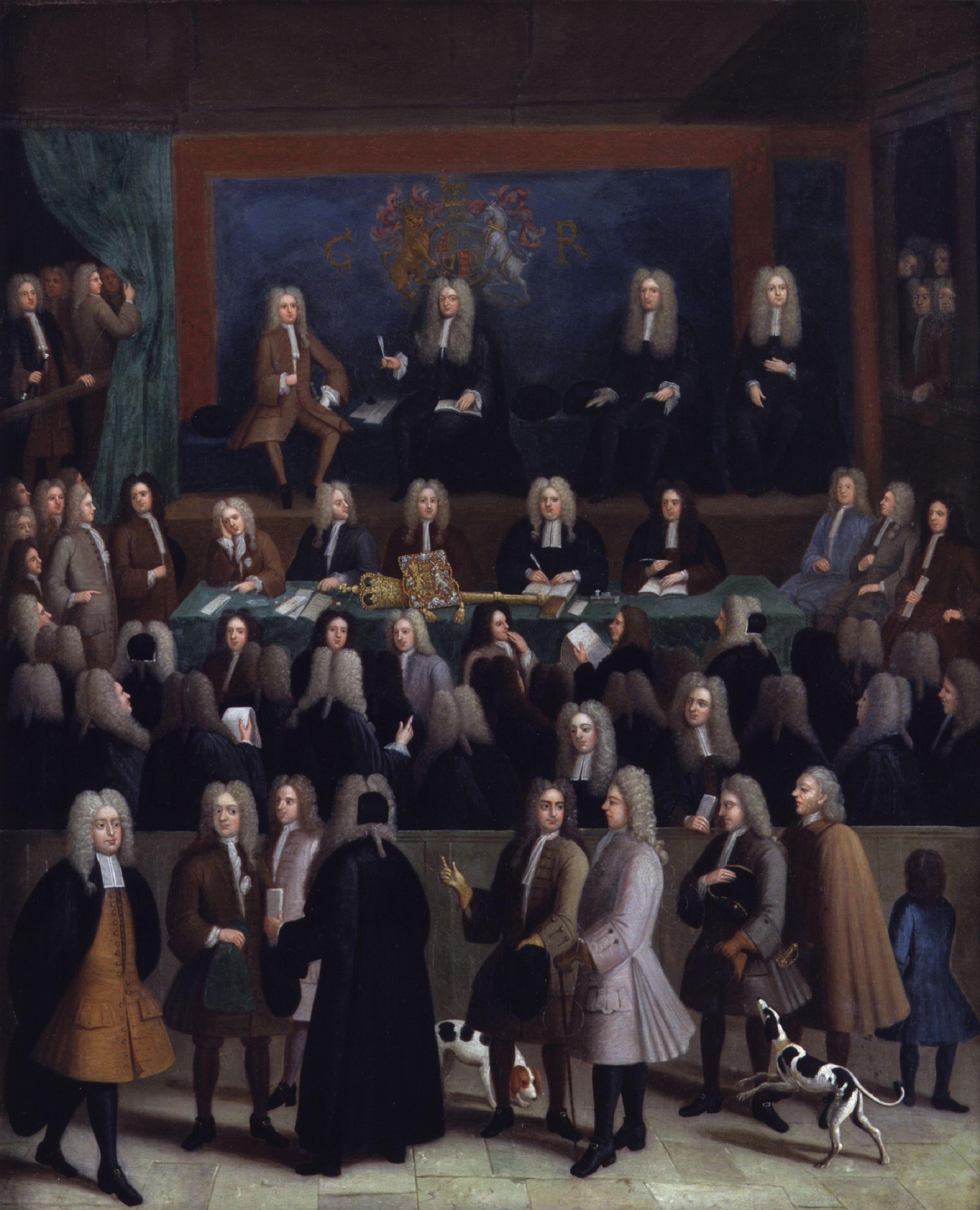
La Cour de la Chancellerie sous le règne de George Ier.

La Court of Chancery (Cour de la Chancellerie en français) était un tribunal britannique. Contrairement aux tribunaux de common law, le système juridique anglais, la Cour de la Chancellerie appliquait les règles de l’equity, une nouvelle juridiction parallèle basée sur les principes de justice et d'équité, permettant de pallier les insuffisances du common law et ses rigidités. Son champ d'action couvrait les fiducies, la propriété, l'administration du patrimoine des malades mentaux et la tutelle des enfants. Elle était dirigée par le Lord Chancelier, puisqu'un de ses rôles était d'être le « gardien de la conscience du roi » : en effet, la Cour de la Chancellerie était à l'origine  un corps administratif chargé principalement du droit naturel. Ainsi, elle avait une juridiction plus étendue que les tribunaux de common law, dont elle avait le pouvoir de compléter, de réformer ou d'annuler les décisions dans leur intégralité, et était beaucoup plus flexible. Jusqu'au XIXe siècle, la Cour de la Chancellerie fut capable d'appliquer des traitements beaucoup plus divers que les tribunaux de common law, comme l'injonction de faire, ou la réparation de dommages dans certains cas. À la suite du passage du Exchequer of Pleas de l'état de tribunal d’equity à celui de tribunal de common law, la « Chancellerie » devint le seul corps capable d'entendre les cas d’equity dans le système légal anglais.
Des universitaires estiment que la Cour de la Chancellerie se sépara de la curia regis vers 1345 ; elle était alors simplement constituée du Lord Chancelier et de son équipe. Si la Chancellerie n'était à l'origine qu'un corps administratif avec un rôle judiciaire, elle connut une importante croissance au XVe siècle, en particulier sous le règne de la maison d'York, période que les chercheurs estiment être le début de la Cour de la Chancellerie en tant qu'entité juridique à part entière. À partir d'Élisabeth Ire, le tribunal fut sévèrement critiqué pour sa lenteur, son travail inabouti et ses coûts importants. Ces problèmes persistèrent jusqu'à sa dissolution, malgré des réformes effectuées au XIXe siècle. Dans les années 1850, des tentatives de fusion entre la Chancellerie et les tribunaux de common law eurent lieu, aboutissant finalement aux lois sur la justice de 1873 et 1875, qui marquèrent la dissolution de la Chancellerie et la création de la Haute Cour de justice, dont la division Chancery succéda au rôle de l'ancienne Cour de la Chancellerie.
Pendant la plus grande partie de son existence, le tribunal était formellement dirigé par le Lord Chancelier, assisté par les juges de tribunaux de common law. Les membres du tribunal incluaient un grand nombre de greffiers sous les ordres du Master of the Rolls, qui assistait fréquemment aux auditions. En 1813, un Vice-Chancelier fut choisi pour prêter main-forte devant la quantité croissante de travail en retard ; il fut rejoint par deux autres en 1841. Les frais récoltés par la Chancellerie revenaient au Lord Chancelier la plupart du temps, qui amassait d'importantes sommes d'argent. La plupart des greffiers et des autres membres du tribunal occupaient des sinécures qui faisaient payer des droits de plus en plus exorbitants pour traiter les affaires, une des principales raisons pour lesquelles amener une affaire devant la Cour de la Chancellerie était si onéreux. Le XIXe siècle vit abolir une grande partie des sinécures et la mise en place d'une rétribution pour le Lord Chancelier pour s'occuper des offices, puis le pouvoir de nommer les officiers fut transféré du Chancelier à la Couronne.

## Historique

### Origines

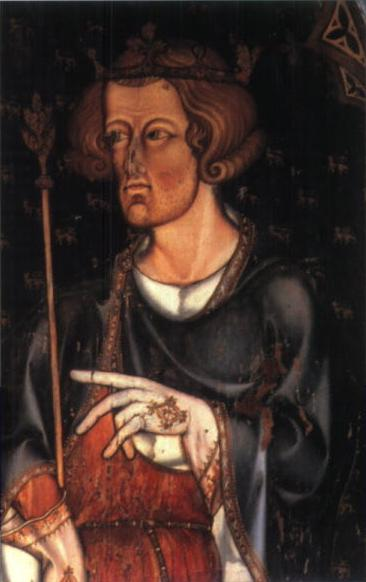
Édouard Ier, durant le règne duquel la juridiction du Chancelier fut établie.

La Cour de la Chancellerie prend ses origines, comme toutes les Hautes Cours avant 1875, dans la curia regis normande, ou « Conseil du Roi », régie depuis 1066 par les plus anciens monarques d'Angleterre. Dans le système féodal, le Conseil est constitué du Monarque, des Grands Officiers de la Couronne (le Chief Justiciar, le Lord Chancelier et le Lord Chambellan) et quiconque était invité par le Monarque. Sa juridiction était presque illimitée, avec des droits exécutifs, judiciaires et législatifs. Cette grande entité contenait des juristes, des nobles et des membres du clergé, dont beaucoup vivaient loin de Londres. Il devint rapidement clair que cet organisme était trop ingérable pour traiter les affaires au jour le jour. Une plus petite curia fut alors formée pour traiter les affaires classiques dans le pays ; elle se divisa rapidement en différents tribunaux : d'abord l'Exchequer of Pleas, dédié aux finances, puis la Cour des plaids-communs pour traiter les cas communs.
La Chancellerie se limitait au début à l'équipe du Lord Chancelier, décrit comme « un grand secrétariat, un bureau de l'intérieur, un bureau de l'extérieur, et un ministère de la justice ». Les plus anciennes traces de problèmes légaux qui lui furent envoyés datent de 1280, quand Édouard Ier, ennuyé par le nombre d'affaires qu'il devait entendre alors qu'elles auraient pu être traitées par d'autres éléments de son administration, statua :

« Toutes les pétitions concernant le Sceau devront aller d'abord au Chancelier, celles concernant l'Échiquier à l'Échiquier, celles concernant les justices ou la loi des terres aux justices, celles concernant le Jurie aux justices du Jurie. Et si les affaires sont si importantes que le Chancelier et les autres ne peuvent pas délibérer sans l'avis du Roi, alors ils viendront auprès du Roi pour savoir sa volonté, si bien qu'aucune pétition ne sera présentée au Roi et à son Conseil sauf des mains dudit Chancelier et des autres ministres ; ainsi le Roi et son Conseil seront capables, sans être gênés par d'autres affaires, de se concentrer sur les affaires importantes du royaume et des terres étrangères. »

Les registres montrent que des dizaines de cas avaient été envoyés plus tôt au Lord Chancelier et au Master of the Rolls, mais à l'époque, leur juridiction ne leur permettait pas de les traiter ; les cas leur étaient envoyés pour information. Le Parliament of Lincoln, en 1315, montre que sous Édouard II, le Chancelier dédiait des journées à l'audition des plaidoiries, et aussi que certains cas n'étaient pas directement entendus par lui, mais par les membres de son équipe. À partir de 1320, des requêtes parviennent fréquemment au Chancelier, et sont entendues par des juges de tribunaux de common law, mais avec des règles différentes, basées sur le principe « loi ou raison » et même parfois uniquement « raison », une approche de l’equity bien plus libérale et adaptable que le common law.

### Les débuts
La Chancellerie prend de l'importance après le déclin de l'Échiquier, de par son application de la loi d’equity, plus fluide et adaptable que le common law. La nouvelle Cour de la Chancellerie traite des contrats, qu'ils soient « à preuve libre », ou autre, des affaires de propriété foncière et des fiducies, avec une vision très libérale concernant les circonstances atténuantes : la pauvreté, par exemple, pouvait être une raison acceptable d'annuler un contrat ou une obligation. Les plaintes étaient déposées sous la forme d'actes ou de pétitions qui devaient montrer que le common law n'était pas parvenu à trouver une solution au problème. Les écrits de la Chancellerie étaient en français, puis en anglais, contrairement au latin qui était employé par le common law. Sous le règne d'Édouard III, la Cour élut domicile au Westminster Hall, où elle siégea presque sans interruption jusqu'à sa dissolution. Avant cela, son fonctionnement avait été rendu difficile par le fait que le Lord Chancelier devait voyager avec le roi partout où il allait.

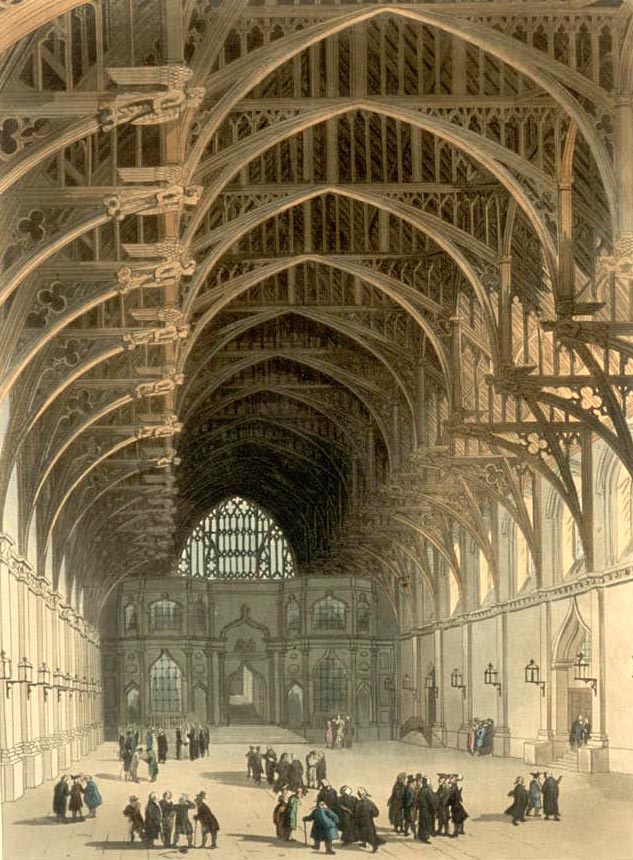
Le Westminster Hall, où la Cour de la Chancellerie siégea presque en continu depuis le règne d'Édouard III jusqu'à sa dissolution.

Vers le milieu du XIVe siècle, le Lord Chancelier commença à être considéré plus comme le responsable de la Cour de la Chancellerie que comme un représentant du roi ; requêtes et certificats lui étaient adressés directement, et vers 1345, sous Richard II, il devint courant de distinguer la Chancellerie de la curia. Pour le chercheur William Carne, il s'agit d'une période clé où l'indépendance de la Cour de la Chancellerie se trouva confirmée. Le Chancelier et ses greffiers entendaient souvent les cas directement, plutôt que d'en référer au conseil ; parfois, c'était un comité composé de laïcs et de membres de l'Église qui traitaient les cas, assistés par des juges des tribunaux de common law. Selon l'historien John Baker, ce n'est qu'à la fin du XIVe siècle que la procédure de la Chancellerie devint fixe, grâce aux travaux de John Waltham, Master of the Rolls de 1381 à 1386 ; l'historien note également que ce fut pendant cette période que les premières plaintes concernant la Chancellerie furent établies.
Les pouvoirs grandissants de la Chancellerie inquiétèrent le Parlement et la noblesse ; Carne pense qu'il est possible d'établir un « sentiment général d'opposition » pendant la dynastie Plantagenêt, particulièrement de la part du clergé, plus habitué au droit romain qu'à l’equity. À partir du règne de Richard II, la Chambre des Communes se plaignit régulièrement du travail de la Cour, et en 1390, ses membres firent une pétition au roi pour empêcher la Cour de contredire une décision de common law, et d'annuler un jugement sans procès en bonne et due forme. Au même moment, la Chambre des communes demanda qu'aucun écrit ne puisse imposer à quiconque d'être appelé à la barre de la Cour de la Chancellerie sous peine d'une amende de 100 £ infligée au Chancelier et de la révocation du greffier responsable. Le roi donna des réponses évasives aux requêtes et ne prit aucune décision. La Chambre ne parvint pas à procéder à des changements dans la procédure de la Cour, cependant, en 1394, le roi accéda à une de leurs requêtes : les frais d'avocats de la partie gagnante seraient payés par la partie perdante. Kerly suggère que la plupart des plaintes venant de la Chambre des communes étaient issues d'avocats de common law, offensés par le fait que la juridiction étendue de la Chancellerie empiétait sur la leur. Ces plaintes n'empêchèrent pas la Cour de fonctionner avec succès : en 1393, par exemple, elle fut considérée assez éminente pour que la Chambre des lords lui fasse traiter deux affaires.
Selon beaucoup de chercheurs, la Cour de la Chancellerie commença vraiment sa croissance au XVe siècle. Margaret Avery rapporte une augmentation massive du nombre de cas pendant les années 1440, tandis que Nicholas Pronay suggère que l'expansion se produisit plutôt pendant la période de la Maison d'York (1461-1485), quand le nombre de cas soumis chaque année a quadruplé. Il mentionne plusieurs plaintes à propos de la perversion de la justice dans les tribunaux de common law, ainsi que l'intérêt grandissant pour le commerce comme principales raisons de l'augmentation de la charge, affirmant que ce fut à cette période que la Chancellerie, alors une simple entité administrative avec des fonctions judiciaires, se transforma en « un des quatre tribunaux centraux du royaume. [...] L'accroissement du nombre de cas est un indice primordial dans le changement de position de la Chancellerie ». Cette croissance fut aussi accélérée par le changement d'un principe du tribunal : avant la fin du XIVe siècle, les parties privées ne pouvaient pas porter leurs affaires devant la Chancellerie comme ils pouvaient le faire devant d'autres tribunaux, tandis qu'au XVe siècle, le nombre de cas privés avait augmenté au point qu'on s'en plaignait au Parlement. Marsh écrit qu'une autre raison de l'influence grandissante de la Cour fut la nature des sentences : à travers les injonctions, la Cour était capable non seulement de rectifier des griefs, mais aussi de prévenir les dommages futurs, alors que les tribunaux de common law étaient limités au versement de dommages.

### Concurrence avec lecommon law

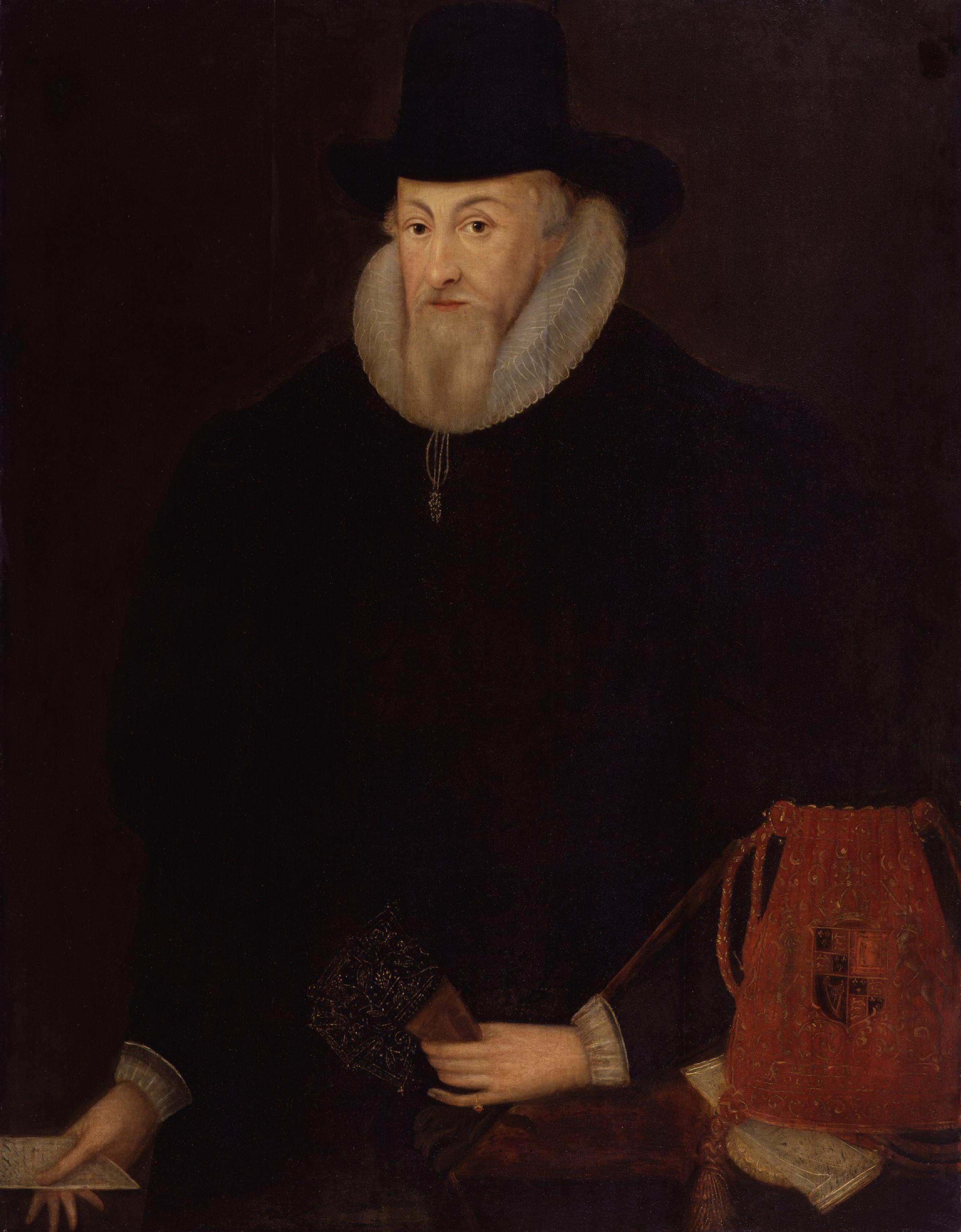
Lord Ellesmere, qui travailla en tant que Lord Chancelier pour le maintien de la capacité de la Chancellerie à contredire les tribunaux de common law.

Le début de l'ère élisabéthaine marque la dissension entre la Cour de la Chancellerie et les tribunaux de common law. Il avait été d'usage sous Henri VI que les plaignants ne puissent pas obtenir l'application du jugement d'un tribunal de common law si le Lord Chancelier trouvait que leurs réclamations étaient « contre la conscience ». Les juges s'y étaient opposés avec véhémence, ayant l'impression que si le Chancelier avait le pouvoir de surpasser leurs décisions, les parties ne s'adresseraient plus qu'à la Cour de la Chancellerie. La dispute concernant la prééminence du Lord Chancelier continua jusque sous le règne d'Élisabeth Ire, où le pouvoir des juges s'accrut ; le Lord Chancelier n'était plus un ecclésiastique qu'il était risqué d'offenser. À la fin du règne d'Élisabeth Ire, Edward Coke cite dans ses Reports un cas qui semble indiquer que la prérogative du Chancelier avait été renversée, lorsque les juges (sans opposition de la part du monarque) permirent un procès en dépit de la juridiction du Lord. Au même moment, les juges de common law établirent que la Chancellerie n'avait aucun pouvoir en matière de propriété foncière.
Le Lord Chancelier à l'époque, Lord Ellesmere, ne se laissa pas dissuader, et maintint qu'il possédait toujours la juridiction lui permettant de vérifier les décisions de common law ainsi que les diverses affaires d'immobilier. En 1614, il présida Courtney vs Glanvil, ordonnant que Glanvil soit emprisonné pour tromperie ; le jugement fut réformé par Edward Coke au tribunal de King's Bench, qui demanda la libération de Glanvil, et produisit une ordonnance d'habeas corpus à cet effet. Deux ans plus tard, lors du procès du Lord d'Oxford, Ellesmere rendit un jugement directement en contradiction avec la loi anglaise basée sur la « Loi de Dieu ». Coke et les autres juges révisèrent le jugement pendant qu'Ellesmere était malade, saisissant l'opportunité de renverser complètement la juridiction du Lord Chancelier. Ellesmere fit appel devant le monarque, qui transmit l'affaire au procureur général pour le prince de Galles et à Francis Bacon, le procureur général. Les deux recommandèrent un jugement en faveur d'Ellesmere, qui fut suivi par le monarque :

« Vu que l'indulgence et la justice sont les vrais soutiens de notre Trône Royal ; vu qu'il appartenait pleinement à notre office de prendre soin de nos sujets et de leur fournir une justice égale et indifférente ; vu que lorsqu'un cas d'un des sujets mérite d'être traité avec équité dans notre Cour de la Chancellerie, il ne doit pas être abandonné à sa perte à cause de la rigueur et de l'extrémité de nos lois, nous [...] approuvons, ratifions et confirmons le pouvoir de notre Cour de la Chancellerie. »

L'attaque de Coke envers la Chancellerie est vue par le chercheur Duncan Kerly comme une des raisons de sa destitution en tant que juge, et jusqu'à sa dissolution, la Cour de la Chancellerie garda le contrôle des jugements de common law. Ce ne fut cependant pas la fin de la querelle : Coke écrivit dans Institutes of the Lawes of England que le décret du roi était illégal, et son contemporain royaliste David Jenkins écrivit dans Eight Centuries of Reports que « l'excès de la juridiction de la Chancellerie, et son contrôle sur les jugements de common law » faisaient partie des plus grands abus de la loi. Au XVIIe siècle, le juge et ex-parlementaire Robert Atkyns essaya de raviver la controverse dans son An Enquiry into the Jurisdiction of the Chancery in Causes of Equity, sans effet tangible. Les Lords Chanceliers se firent tout de même plus prudents : quand Francis Bacon succéda à Ellesmere, il prit soin d'employer les injonctions avec rigueur. Horowitz écrit qu'« après les confrontations spectaculaires entre le Lord Chef de la Justice Coke et le Lord Chancelier Ellesmere, les chanceliers suivants prirent soin de circonscrire la juridiction de la Cour et de se concentrer sur les domaines faisant partie de leur territoire de prédilection ».

### Tentative de réforme durant le Commonwealth de l'Angleterre
Lorsque survint l'époque de la Première Révolution anglaise, la Cour de la Chancellerie était énormément critiquée pour sa procédure et pour ses pratiques. Pendant le XVIe siècle, la Cour avait été largement surchargée ; Francis Bacon écrivait que 2 000 jugements étaient prononcés chaque année, tandis que Sir Edward Coke estimait le nombre d'affaires non traitées à 16 000. La responsabilité en revenait en partie à l'incompétence des juges, et en partie à la procédure utilisée : les auditions pouvaient se répéter jusqu'à trois fois, et les jugements pouvaient être donnés, puis révoqués, avant d'être à nouveau donnés : « ce qui était ordonné un jour était contredit le lendemain, si bien que dans certains cas, cinq cents ordres avaient été donnés, dont bien peu étaient effectifs ». La Cour passait beaucoup de temps sur chaque affaire, ce qui rendait les cas très onéreux, avec le retard accumulé.  Cet état de fait était rendu d'autant plus critique de par la nomination à la Cour, par le Lord Chancelier et par le Master of the Rolls, d'officiels inutiles, grassement payés, trop souvent issus du cercle des relations personnelles; et dont le traitement paraissait d'autant plus exorbitant que leur fonction portait sur des tâches pouvant être facilement effectuées par des assistants aux avocats, et lesquelles tâches d'ailleurs, étaient de fait réputées être le plus souvent effectuées par des assistants et non par les officiels eux-mêmes.
En 1649, pendant la Première Révolution anglaise, le parlement publia une série de décrets pour réformer la Cour. La plupart venaient des doctrines établies par Francis Bacon lorsqu'il était Lord Chancelier, mais il y avait quelques réformes plus modernes : les avocats des défendeurs pouvaient plaider à la place de leur client, économisant ainsi le coût d'un notaire, et les cas devaient être traités dans l'ordre d'acceptation du tribunal. Le Parlement fixa aussi les rétributions des officiels afin de réduire le coût de chaque cas. L'année suivante, le Parlement instaura une commission chargée de suivre l'avancement de la réforme ; elle fit beaucoup de recommandations, mais aucune ne fut directement suivie par la Chancellerie. En août 1653, un nouveau débat eut lieu au Parlement pendant deux jours, durant lequel un texte intitulé Observations concernant la Cour de la Chancellerie circula ; il concernait les coûts et les occupations des officiers à la Cour. Un second texte fut écrit : Sur la régulation ou l'abandon de la Cour de la Chancellerie, et la mise en place des jugements d'équité selon sa constitution originale ; et sur la suppression de tous les frais, offices et officiers inutiles et des formalités associées, et sur la répartition libre des affaires.
Le Parlement finit par proposer la dissolution du tribunal tel qu'il était et son remplacement par « quelques-uns des hommes les plus capables et honnêtes, qui seraient chargés de traiter les affaires d'équité. Plutôt qu'une quantité d'assistants, un nombre raisonnable de greffiers pieux, capables, honnêtes et expérimentés, qui seraient travailleurs et pas d'inutiles officiers » seraient mis en place. Le barreau aurait élu deux Greffiers en chef chargés de conseiller sur des points pratiques. Ce fut une proposition très en profondeur et grandement critiquée, finalement remplacée par un texte encore plus complet. Les juges auraient été six Maîtres, réunis par groupes de trois et choisis par le Parlement, assistés par un des Greffiers en chef. Tous les cas de justice de paix pourraient être soumis au tribunal, qui les entendrait dans les 60 jours. La partie perdante aurait payé tous les frais de la partie adverse, qui seraient ridiculement bas. Cette loi n'entra jamais en pratique, car le Parlement fut dissous. En 1654, Oliver Cromwell mit en place une commission chargée de réformer la Cour en suivant les mêmes lignes, mais la commission refusa d'effectuer son devoir.

### Restauration
Après la Restauration, les juges et officiels chassés sous Cromwell furent ré-institués, avec quelques modifications ; comme le dit Kerly, « les juges injustes présidèrent à nouveau, et la maladministration envahit complètement les bureaux ». La situation fut toutefois améliorée par Lord Clarendon, qui corrigea beaucoup d'anomalies dues à la mécanique du tribunal. Dès sa nomination au poste de Lord Chancelier, il ordonna une réforme basée sur le code établi par les commissionnaires de Cromwell, et limita les frais demandés par le tribunal ainsi que le temps qui pouvait être passé sur une affaire.
Une des conséquences de la Révolution et du Commonwealth, résultat des valeurs et des sentiments « libéraux » qu'ils éveillèrent, fut ultérieurement la modernisation constante et l'amélioration des tribunaux de common law, qui réduisirent l'interférence que le Lord Chancelier pouvait avoir sur les cas de common law, sauf dans les domaines où leurs principes et leurs lois étaient trop divergentes. Sous Charles II apparut pour la première fois un type d'appel en droit commun où la nature de la preuve apportée au tribunal initial était prise en compte, ce qui réduisait le besoin de recours à la Cour de la Chancellerie. En conséquence, la nature même de la Cour de la Chancellerie changea : plutôt que d'être un système de correction du common law, elle devint principalement concernée par l'administration et la protection des droits, contrairement au common law, dont le but était de trouver des solutions aux problèmes et de punir les délits. Cette transition fut accélérée par le Statute of Frauds qui confirma les principes de la Chancellerie, permettant aux gens de recevoir le même traitement dans un tribunal de common law qu'à la Chancellerie.
Une réforme majeure de la Cour se produisit peu après la Restauration, avec l'introduction d'un droit d'appel à la Chambre des lords depuis la Chancellerie. Il n'y a pas de traces d'appels devant la Chambre des lords avant cette réforme, et un comité avait conclu qu'il n'y avait aucun précédent où les Lords avaient juridiction sur les affaires d’equity, sauf les cas directement transmis au Parlement. En 1660, le nouveau Convention Parlement réclama la juridiction des appels concernant les affaires d’equity, ainsi que la juridiction originale d'entendre les cas d’equity à la première instance. Après des disputes qui durèrent jusqu'au Parlement suivant, cette seconde mesure fut abandonnée, mais le droit d'entendre les cas d'appel en equity fut confirmé. Horowitz écrit que malgré ces changements, c'est un fait établi que les problèmes qui avaient suivi le tribunal pendant les deux siècles précédents persistèrent : dans Observations sur les délais et les procédures onéreuses à la Cour de la Chancellerie, écrit en 1701, sont listées 25 procédures, domaines et situations différentes qui contribuaient aux problèmes des frais et des lenteurs.

### Réforme approfondie
Lord Somers, après avoir quitté la place de Lord Chancelier, écrivit un amendement en 1706 qui « devint le plus important acte de réforme de loi écrit au XVIIIe siècle ». Il améliora significativement la loi existante et la procédure judiciaire, et si la majorité de la réforme concernait les tribunaux de common law, il affecta aussi la Chancellerie. Concernant l’equity, l'amendement stipulait qu'une partie désireuse d'abandonner une affaire devait payer les frais complets de l'affaire, plutôt que les frais nominaux ; d'un autre côté, les réformes faites au common law réduisirent les besoins des parties de rechercher un jugement en equity. L'historien du droit Wilfrid Prest écrit que malgré cette entreprise législative, qui, sur le papier, « commence à être impressionnant », les anciens problèmes continuèrent, bien que moins fréquemment : un barrister de l'époque affirma qu'aller à la Cour pour moins de 500 £ ne valait pas le coup.
Sous la direction de Lord Eldon, la procédure de la Cour fut réformée à nouveau en 1741 et 1747. Les plaignants qui portaient leur affaire devant la Cour pour l'annuler immédiatement devaient payer les frais complets de la partie adverse, et les parties remplissant une bill of review, une demande d'explication d'un décret prononcé par la cour, devaient payer 50 £ pour ce privilège. Au même moment, une commission fut mise en place pour auditionner les coûts et les frais de la Cour : il s'avéra qu'ils avaient augmenté sensiblement depuis le dernier audit sous Charles Ier, et que des postes honoraires très coûteux avaient été créés. Les procédures avaient grossi pour atteindre plusieurs milliers de pages, nécessitant de nouveaux frais. La commission conclut que « le grand nombre d'officiers et de greffiers présents aux procédures étaient une des principales causes de l'allongement des écrits, réponses, plaidoiries, examens et autres formulaires et copies, d'une longueur inutile, menant au retard de la justice et à l'oppression du sujet ». Elle recommanda qu'une liste de frais autorisés soit publiée et circule parmi les officiels du tribunal.
Les recommandations ne furent pas immédiatement appliquées, mais en 1743, une liste de frais autorisés fut publiée, et afin de réduire les frais administratifs, les parties n'eurent plus l'obligation d'obtenir des copies complètes des procédures. La liste des frais contenait plus de 1 000 éléments, que Kerly décrit comme « un exemple consternant des abus développés par les encaissements illimités des bureaux de la Cour, et par le défraiement des officiels ».

### Ère victorienne

La Cour de la Chancellerie dessinée par Augustus Charles Pugin et Thomas Rowlandson pour la première édition de Microcosm of London d'Ackermann (1808).

Malgré ces petites réformes, le XVIIIe siècle s'acheva sur des attaques continues et cinglantes envers la Cour. Bien que les plaintes aient été courantes depuis Élisabeth Ire, les problèmes s'étaient étendus ; au même moment, les premiers réformateurs de loi politiquement neutres apparurent. La plupart des critiques venaient de barristers de common law qui ignoraient le fonctionnement du tribunal, mais quelques-uns, dont Samuel Romilly, avaient pratiqué à la Chancellerie et étaient bien au courant de la procédure. Le succès du Code Napoléon et des écrits de Jeremy Bentham est considéré par le chercheur Duncan Kerly comme un moteur du courant critique ; de plus, la richesse grandissante du pays et la croissance du commerce international rendirent cruciale la présence d'un système judiciaire d’equity opérationnel. Tandis que les classes aisées s'étaient débattues avec la Cour depuis des siècles, et la considéraient comme un mal nécessaire, les classes moyennes et marchandes étaient plus exigeantes. Avec l'accumulation du retard, il était clair pour beaucoup de réformateurs et de politiciens qu'une réforme sérieuse était nécessaire.
Les premières réformes majeures apparaissent en 1813 avec la mise en place d'un Vice-Chancelier chargé de traiter les affaires, et avec l'extension à tous les types d'affaires de la juridiction du Master of the Rolls en 1833. En 1824, une commission, dont les membres incluaient le Lord Chancelier, le Master of the Rolls et tous les juges vétérans, fut instaurée pour contrôler la Cour. Des réformes importantes furent proposées : en 1829, par exemple, Lord Lyndhurst proposa sans succès de fusionner les juridictions d’equity de la Cour de l'Échiquier et de la Chancellerie, et qu'un quatrième juge soit nommé pour traiter des cas supplémentaires. Un an plus tard, alors que les tribunaux de common law s'étoffaient chacun d'un juge supplémentaire, il répéta sa proposition, à laquelle des juges s'opposèrent fermement, affirmant que le retard du tribunal ne justifiait pas les dépenses supplémentaires liées à un quatrième juge. Finalement, deux Vice-Chanceliers supplémentaires furent nommés en 1841, et une dizaine d'années plus tard, deux Lord Justices furent chargés d'entendre des cas à la cour d'appel de la Chancellerie (Court of Appeal in Chancery). Ces initiatives sont décrites par Lobban comme des « réactions hâtives à des arriérés croissants » plutôt qu'une réponse planifiée.
À la suite de ces changements, le retard du tribunal fut significativement réduit (1 700 cas traités entre 1846 et 1849, comparés aux 959 entre 1819 et 1824), avant de reprendre après la mort du Vice-Chancelier Lord Shadwell et le départ à la retraite de son homologue Wigram. Shadwell, nommé par la loi de 1831, pouvait être remplacé, mais Wigram, nommé par celle de 1841, ne pouvait pas : cet acte avait nommé deux Vice-Chanceliers pour la vie, pas deux postes ouverts. Le retard devint à nouveau un problème, surtout depuis que le Lord Chancelier devait assister aux cas d'appel de la cour d'appel de la Chancellerie et de la Chambre des lords, ce qui ne laissait qu'au mieux trois juges à la Chancellerie. D'autres réformes de structure furent proposées : Richard Bethell proposa trois Vice-Chanceliers supplémentaires, ainsi qu'un « Tribunal d'appel en equity formé de deux des Vice-Chanceliers choisis à tour de rôle », mais cela ne donna rien.
Pendant les années 1830, la « vieille corruption » rongeant le tribunal fut réduite par deux lois en 1832 et 1833. Celui de 1832 abolit plusieurs postes sinécures, et apporta une augmentation de la pension et de la traite du Lord Chancelier, dans l'espoir que cela réduirait l'envie de ce dernier de créer des postes fictifs. Avec la loi de 1833, c'est la Couronne qui choisit les Masters of Chancery, plus le Lord, et leur paie était désormais fixe. Ces mesures firent économiser 21 670 £ par an au tribunal. Le gouvernement avait l'intention d'abolir l'office des six greffiers, mais ces derniers s'unirent avec succès contre cette tentative. Ils ne furent pas sauvés pour autant : en 1842, Thomas Pemberton les attaqua à la Chambre des Communes pour leurs sinécures extrêmement coûteuses pour le tribunal et les parties. Une loi du Parlement déclara l'abolition de leur office la même année.
Des réformes plus profondes furent entreprises dans les années 1850. En 1850, une nouvelle série de changements de la Chancellerie fut décidée par le Lord Chancelier, autorisant les Maîtres à accélérer de quelque manière que ce soit les affaires, et proposant aux plaignants un formulaire de réclamation, plus économique et rapide que le dépôt de plainte existant. Une loi de 1852 supprime encore quelques sinécures, impose un salaire fixe pour tous les officiels de la cour, et leur interdit de recevoir des frais ou des pourboires. La même année, une seconde loi abolit les Maîtres en Chancellerie, permettant aux affaires d'être entendues directement par les juges au lieu de rebondir entre juges et Maîtres. La cour devint bien plus efficace : dans les années 1860, elle recevait 3 200 cas par an, et en traitait 3 800, dont beaucoup étaient du retard. La majorité du travail était cependant réalisé par les greffiers de plus en plus nombreux, et les membres de la profession commencèrent à se préoccuper de la « famine » des juges d'equity. Malgré ces réformes, Charles Dickens parvient encore à critiquer l'efficacité de la Cour, dans la préface de son roman de 1852, Bleak House. Le livre tourne autour d'un cas judiciaire à la Chancellerie, « Jarndyce contre Jarndyce ». Il observe que pendant qu'il écrivait le roman, il y avait une affaire à la Chancellerie, « qui avait commencé presque vingt ans plus tôt... et qui (j'en suis sûr) n'est pas plus proche de son dénouement actuellement que lorsqu'elle a commencé ». Il conclut : « si j'avais voulu d'autres exemples pour Jarndyce contre Jarndyce, j'aurais pu en remplir des pleines pages, au grand dam d'un public épars ».

### Dissolution
L'idée de fusionner les tribunaux de common law et d’equity apparut dans les années 1850. Bien que le Law Times la qualifie de « suicide » en 1852, l'idée gagna en crédibilité, et à la fin de l'année, le Times écrivait qu'il y avait « presque unanimité » sur le fait que la séparation du système en deux parties était « l'origine de la plupart des défauts dans l'administration de notre loi ». La fusion était réclamée par des groupes de pression et des associations d'avocats ; ils réussirent partiellement avec les lois de 1854 et de 1858, qui donnèrent aux deux tribunaux la même palette de condamnations. Jusque-là, les tribunaux de common law étaient limités aux dommages, et la Chancellerie aux injonctions. En 1865, les County Courts (tribunaux de proximité) sont habilités à utiliser des condamnations équitables, bien que ce soit rarement le cas. Les Lord Chanceliers se montrèrent prudent pendant cette période, et refusèrent les requêtes des associations d'avocats pour l'établissement d'une commission royale pour suivre la fusion.
En février 1867, Roundell Palmer attira à nouveau l'attention du parlement sur le problème des deux tribunaux séparés, et en mars 1870, Lord Hatherley fit une proposition de loi pour la création d'un grand tribunal de justice unique et unifié. La proposition était faible structurellement, car Hatherley pensait que la seule différence entre la common law et l’equity était au niveau de la procédure, pas du principe. À la fois les opposants et les partisans de la fusion rejetèrent la proposition, qui fut abandonnée.
L'idée ressurgit en 1873, à nouveau grâce à Palmer, qui était devenu Lord Selborne et le nouveau Lord Chancelier, sous la forme d'une loi. Tout en restant prudente, sa proposition était plus structurée et mieux détaillée que celle de Hatherley. Plutôt que de fusionner la common law et l’equity, ce qu'il savait être infaisable puisque cela serait revenu à détruire la notion de trust, il décida de fusionner les tribunaux et les procédures. Le projet final suggérait que tous les tribunaux supérieurs existants soient fusionnés en un tribunal à deux niveaux : un de première instance, et un d'appel. Le tribunal de première instance, la Haute Cour de Justice (High Court of Justice), serait divisé en plusieurs chambres basées sur les tribunaux préexistants, dont l'une, la division Chancellerie, s'occuperait des cas d’equity, avec la même juridiction qu'avant, ainsi que sa domination sur la common law. Les appels venant de toutes les divisions seraient allés à l'unique Cour d'Appel. Tous ces changements prirent effet avec l'adoption de la loi en 1875, et la Cour de la Chancellerie cessa d'exister. Le Master of the Rolls fut transféré à la nouvelle Cour d'Appel, le Lord Chancelier conserva ses autres rôles judiciaires et politiques, et la fonction de Vice-Chancelier disparut et fut remplacée par des juges normaux. La division Chancellerie continua de faire partie de la Haute Cour de Justice.

## Juridiction

### Trustset administration du patrimoine
Le concept de trust, littéralement « confiance », tire ses origines des croisades du XIIe siècle, quand les nobles voyageaient pour combattre en Terre sainte. Comme ils partaient pour des années, il était vital que quelqu'un s'occupe de leurs terres pendant leur absence, avec la même autorité que son propriétaire original. Le trust était né. Le common law ne reconnaissant pas le trust, il revint à la Cour de la Chancellerie d'en traiter les cas, selon le principe où sa juridiction commençait là où celle du common law s'arrêtait. L'utilisation des trusts devint commune pendant le XVIe siècle, bien que la loi ne soit pas favorable à son utilisation, et rendit complexe la justice dans ce domaine. Le monopole de la Chancellerie sur les affaires de trusts dura jusqu'à sa dissolution.
Dès sa fondation, la Cour de la Chancellerie fut donc capable d'administrer le patrimoine, grâce à sa juridiction sur les trusts. Alors que la principale charge de travail revenait aux tribunaux ecclésiastiques, leurs pouvoirs sur les administrateurs et les exécuteurs étaient limités, nécessitant fréquemment l'implication de la Cour de la Chancellerie. De plus, avec la création et la gestion des actifs, le procédé utilisé par la Cour était meilleur que celui des tribunaux ecclésiastiques, et donc plus utilisé par les bénéficiaires. Les tribunaux de common law avaient aussi une juridiction sur des affaires de patrimoine, mais leur champ d'action était beaucoup plus limité.
À l'origine, la Cour de la Chancellerie déclinait les requêtes d'administration de patrimoine dès qu'elle détectait une faille dans le testament, préférant laisser le cas aux tribunaux ecclésiastiques, mais à partir de 1588, elle les accepta dans quatre conditions : (1) s'il n'y avait pas assez d'actifs, (2) s'il convenait de forcer un légataire à donner un bail aux créditeurs (ce qui ne pouvait être fait dans les autres tribunaux), (3) s'il fallait protéger les actifs d'une femme covert de son mari ou (4) si les dettes du défunt devaient être payées avant que l'héritage ne soit valide.

### Maladie mentale et tutelle
La juridiction de la Chancellerie concernant les « aliénés » provenait de deux sources : d'abord, c'était la prérogative du roi de s'occuper d'eux ; cette prérogative a ensuite été transférée au Lord Chancelier. Ensuite, la loi sur la propriété foncière des « aliénés » donna au roi (et donc au Lord Chancelier) la responsabilité de la protection de ces personnes et de leurs terres. La juridiction s'appliquait aux idiots ou aux aliénés, du moment qu'ils étaient britanniques ou que leurs terres étaient situées sur le territoire britannique. Ils étaient divisés en deux catégories : les idiots, « sans trace de raison depuis leur naissance, et donc, légalement, supposés ne jamais pouvoir en avoir », et les « aliénés », « qui ont eu la raison, mais en ont perdu l'usage ». Les idiots et les aliénés étaient administrés séparément par le Lord Chancelier en fonction de ses deux prérogatives : une requête par la prérogative du roi allait directement au roi, tandis qu'une requête par la loi sur la propriété foncière allait à la Chambre des lords.
Les terres des idiots et des aliénés étaient administrées par une personne nommée par la cour, et tous les profits allaient dans un fonds trust pour aider le malade. À cause de la mainmise totale du roi, l'aliénation et l'idiotie étaient déterminées par un jury, pas par un juge seul. Une loi de 1845 donna au Lord Chancelier le droit de réunir une commission pour enquêter sur la maladie mentale d'un individu ; cependant, son rôle de gardien de la conscience du roi l'obligeait à recourir à cette action uniquement au bénéfice de la personne, pas simplement parce que quelqu'un l'avait estimé malade.
La juridiction concernant la tutelle des enfants serait venue de la prérogative du roi de parens patriae (« parent de la nation »). La Chancellerie administra rapidement ce domaine, puisque cela concernait principalement la possession de terres, une forme de trust. Comme ces cas étaient traités principalement oralement, il n'y a pas de traces des affaires anciennes : la première référence remonte à 1582, où un administrateur fut nommé pour s'occuper des propriétés d'un enfant. Si les tribunaux de common law nommaient régulièrement des gardiens, la Chancellerie avait le droit de les retirer, de les remplacer ou d'en nommer en premier lieu. De même, si certaines actions contre ces gardiens pouvaient être entreprises par les enfants dans les tribunaux de common law, elles étaient plus fréquemment soumises à la Cour de la Chancellerie. Cette juridiction fut reconnue à partir de 1696, et son objectif était le bien-être des enfants. Ainsi, la cour suivait certains principes : les actifs devaient être administrés sous la supervision de la Cour, tout comme l'éducation des enfants ; de plus, les mariages devaient lui être soumis.

### Organisation caritative
Le Lord Chancelier avait la tâche depuis le XVe siècle d'administrer les actifs utilisés à but caritatif. Lord Hardwicke suggéra pendant une affaire que la juridiction de la Cour concernant la charité venait de sa juridiction sur les trusts, ainsi que de la loi de 1601 sur les trusts de charité. Carne pensait que, comme la Cour était depuis longtemps capable de traiter ces affaires, la loi de 1601 venait confirmer une coutume préexistante. En effet, la juridiction sur les trusts venait du fait que le Lord Chancelier avait à l'origine le statut de clergyman, et l'Église et ses tribunaux organisaient et soutenaient la charité. Dans les grandes lignes, un propriétaire pouvait, au lieu de vendre une terre, en accorder le droit d'usage et en récolter les bénéfices d'un tiers. Bien que non valide en common law, la Cour de la Chancellerie l'acceptait ; il fut rapporté que le Lord Chancelier dit en 1492 : « là où le common law n'a pas de solution, la conscience peut en avoir, comme avec un trust basé sur la confiance : le propriétaire, par le biais d'un subpoena, pourra faire valoir ses droits dans cette Cour ». Après le règne d'Édouard IV, si un terrain utilisé par une organisation caritative devait être vendu, ce devait être devant la Cour de la Chancellerie, car ni les tribunaux ecclésiastiques ni ceux de common law n'avait de juridiction valide.

## Condamnations
La Cour de la Chancellerie disposait de trois types de condamnations : l'injonction de faire, l'interdiction, et l'injonction de payer. L'injonction de faire, dans une affaire de contrat, est une ordonnance de la cour qui contraint la partie n'ayant pas respecté son contrat à le respecter. L'intégrité du contrat n'entrait pas en considération, sauf en cas de consideration adéquate et si l'on pouvait s'assurer que la partie en tort pouvait suivre ses obligations. L'interdiction est une injonction de ne pas faire. Jusqu'en 1854, la Cour de la Chancellerie était la seule à pouvoir ordonner l'injonction de faire et l'interdiction.
L'injonction de payer est prononcée pour compenser des fautes commises par une partie. Une loi de 1858 donna à la Cour le droit d'ordonner cette injonction, mais elle l'avait en fait utilisée pour quelques affaires spéciales pendant les 600 années précédentes. L'idée de cette procédure vient du droit anglais du XIIIe siècle quand deux amendements autorisèrent le dédommagement financier dans certains cas. Les tribunaux de common law n'étaient pas les seuls à pouvoir ordonner des injonctions de payer : l'Échiquier et la Chancellerie avaient aussi ce droit. Dans l'affaire du cardinal Beaufort en 1453, par exemple, il est écrit : « Je demande une incitation à comparaître pour le propriétaire légal et demande un dédommagement pour le prix du terrain ». Un décret passé pendant le règne de Richard II confirma le pouvoir de la Chancellerie de donner des injonctions de payer :

« Concernant quiconque est appelé devant le Conseil du roi, ou devant la Chancellerie à la suite de fausses accusations, le Chancelier en poste, après avoir prouvé que les accusations ont réellement eu lieu et qu'elles sont fausses, a le pouvoir d'ordonner et d'attribuer des réparations financières d'un montant laissé à sa discrétion, pour dédommager ladite personne calomniée. »

Cette juridiction s'étendait seulement aux affaires annulées parce que les « allégations [du plaignant] se révélaient fausses » : ce dernier devait alors payer les frais de la partie adverse. Cependant, Lord Hardwicke demanda que cette juridiction ne soit pas dérivée « de l'autorité, mais de la conscience », et qu'elle dépende du jugement du Lord Chancelier plutôt que d'être statutaire. Des injonctions de payer étaient ainsi fréquemment ordonnées, dédommageant les parties innocentes pour leurs frais additionnels, comme un solicitor.
La Cour devint plus prudente concernant ces injonctions pendant les XVIe et XVIIe siècles : les Lords Chanceliers et les juristes les considéraient comme des condamnations de common law, et les juges ne devaient les appliquer que lorsqu'aucune autre condamnation n'était appropriée. Ces réparations étaient aussi ordonnées comme condamnation supplémentaire, comme dans l'affaire Browne contre Dom Bridges en 1588, où le défendeur s'était débarrassé de déchets dans un bois appartenant au plaignant. En plus d'une interdiction de recommencer, le défendeur dut payer pour les dommages réalisés. Cette prudence fut de rigueur jusqu'au début du XIXe siècle, où l'attitude de la Cour devint plus libérale : dans Lannoy contre Werry, par exemple, il fut décidé qu'il y avait suffisamment de preuves de culpabilité pour que la Cour ajoute des réparations financières en plus d'une injonction de faire et d'autres condamnations. En revanche, dans Todd contre Gee en 1810, Lord Eldon affirma que « à part dans certains cas très spéciaux, il ne fait pas partie des procédures habituelles de l’Equity de faire une demande d'injonction de faire, puis, devant l'impossibilité de réaliser l'action, d'espérer une ordonnance d'injonction de payer. Le plaignant doit demander cette réparation devant la Loi (common law). » Dans un cas similaire, Hatch contre Cobb, le Lord Chancelier Kent décida que « bien que l’equity puisse exceptionnellement ordonner une réparation financière lors d'une rupture de contrat, ce n'est clairement pas la juridiction ordinaire de la cour ».
Le droit de dispenser des injonctions de payer fut confirmé dans Phelps contre Prothero en 1855, où la cour d'appel de la Chancellerie déclara que si un plaignant engage une action dans un tribunal d’equity pour une injonction de faire et de payer, et que cette demande est appropriée, la cour peut choisir de demander une réparation. Cette autorisation était limitée à certaines circonstances, et n'était pas régulièrement utilisée. Finalement, l'amendement de 1858 concernant la Chancellerie lui donna tous les droits concernant cette injonction ; avant cela, la situation était si limitée que les avocats se comportaient comme si la Cour n'avait pas l'autorisation de l'ordonner.

## Officiers

### Lord Chancelier
Le Lord Chancelier était à la tête de la Cour de la Chancellerie. Pendant la plus grande partie de son existence, il était étroitement lié avec la curia regis : même après l'indépendance de la Cour en 1345, les pétitions étaient adressées « au roi et autres ». Du temps d'Édouard IV, cependant, les pétitions étaient adressées au Lord Chancelier et à la Cour de la Chancellerie. Au début, le Lord prenait la majorité des décisions : il réunissait les parties, choisissait la date des auditions et délibérait seul. Il demandait fréquemment l'assistance de juges de common law, qui se plaignaient de ne pas pouvoir travailler à leurs tribunaux, et les anciens registres montrent que les décisions étaient souvent prises « avec l'avis et le consentement des justices du roi et de ses représentants à la Chancellerie ».
Pendant un moment, particulièrement sous Édouard III, le Lord Chancelier possédait aussi des juridictions de common law, capable d'entendre les affaires de petition of right (demande de récupération de biens à la Couronne) et de rappel de lettres patentes, ainsi que les cas où le roi était une des parties. Il traita des affaires de reconnaissance de dette envers le royaume, l'exécution de lois du Parlement, ainsi que toutes les affaires dans lesquelles un officier de la Cour de la Chancellerie est impliqué. Les registres montrent qu'il s'occupait des reconnaissances et des contrats, et qu'il nommait des sheriffs pour les faire respecter. Carne considère que cette juridiction de common law reposait sur l'échec de séparation des deux juridictions possédées par le Lord Chancelier, un échec qui continua jusqu'au XVIe siècle : Sir Edward Coke écrivit qu'à la Chancellerie, il y avait à la fois une cour ordinaire et une cour « extraordinaire ».
Les premiers Lords Chanceliers étaient souvent membres du clergé : le premier formé au droit fut Robert Parning, SL (en), qui fut nommé en 1341 et tint le rôle deux ans. Ses successeurs étaient aussi des clercs jusqu'à Robert Thorpe en 1371, probablement à la suite de pressions du Parlement. L'exemple de la nomination de Lords Chanceliers érudits en droit ne fut pas suivi rigoureusement, bien que certains comme Nicholas Bacon occupèrent le poste : il fut dit qu'un des Lords avait été nommé parce que la reine avait été impressionnée par ses talents de danseur. Selon William Carne, Lord Ellesmere fut le premier Chancelier « convenable » du point de vue de la Cour de la Chancellerie, faisant enregistrer ses décisions et ayant suivi la doctrine légale qui avait fait précédent. Marsh écrit que les clergymen Lords Chanceliers eurent une influence énorme sur les actions de la Cour, amenant l'idée de loi naturelle et ramenant la Chancellerie à ses racines chrétiennes. Après la dissolution de la Cour de la Chancellerie en 1973, le Lord Chancelier n'eut plus aucun rôle en equity, bien que son appartenance à d'autres corps judiciaires lui permirent un certain contrôle indirect.

### Autres officiers

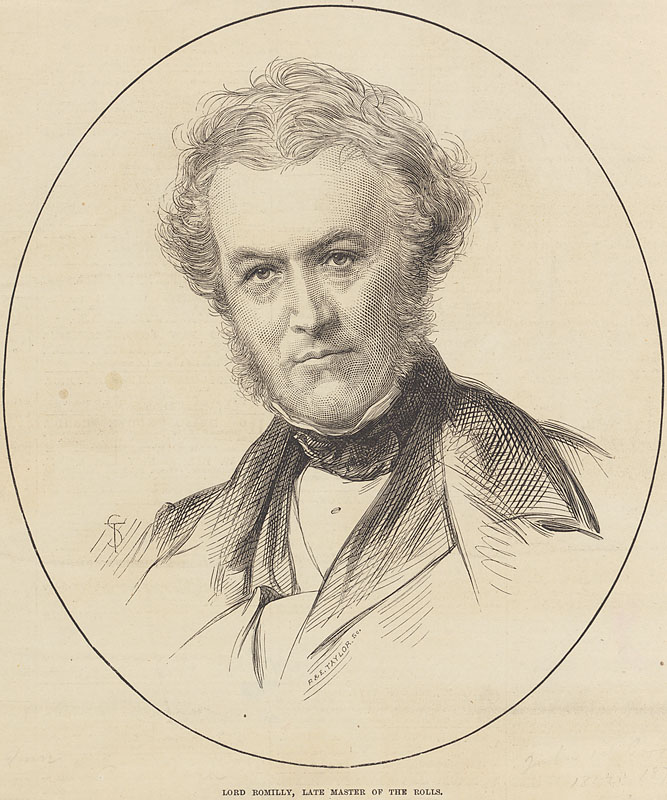
John Romilly, dernier Master of the Rolls à siéger à la Cour de la Chancellerie.

À l'époque où la Cour était une des parties de la curia regis, les officiers constituaient un ensemble assez diversifié. Ils pouvaient inclure des docteurs en droit civil, des membres de la curia, et « ceux qui pouvaient être requis de siéger ». Après que les membres de la curia cessèrent d'y siéger, la composition du tribunal fut plus constante. Rapidement, le Lord Chancelier fut assisté par 12 greffiers, appelés les Masters in Chancery. Il était dit que ces postes existaient déjà avant la conquête normande ; ils appartenaient alors au Witenagemot. Après la conquête, ils avaient perdu petit à petit leur autorité, leur rôle se trouvant réduit à celui de conseillers et d'assistants au Lord Chancelier. Ils étaient chargés d'initier les affaires, et de produire les premiers écrits sans lesquels les parties ne pouvaient pas commencer une affaire devant un tribunal de common law. Ils prenaient aussi les dépositions et étaient les secrétaires du Lord, mettant à jour les registres. Dans les premières années, il s'agissait presque exclusivement de membres du clergé, se faisant appeler « clericos de prima forma » ; et ce ne fut pas avant le règne d'Édouard III qu'ils furent connus sous le nom de Masters in Chancery.
Les 12 Masters in Chancery étaient menés par l'un des leurs, le Master of the Rolls. Il était presque aussi puissant que le Lord Chancelier, et détenait pouvoir judiciaire depuis Édouard Ier. Il était parfois appelé « Vice-Chancelier », et son titre était « sa Vénérable Droiture ». Le Master of the Rolls assistait les juges de la Cour dans la formation des jugements, et siégeait régulièrement à la place du Lord Chancelier. La première référence au Master of the Rolls date de 1286, bien que le poste existât probablement avant ; le premier document attestant son autorité judiciaire date de 1520. Le Master of the Rolls était assisté de six greffiers, connus de fait sous le nom des « Six Greffiers », qui l'aidaient à garder les registres ; ils étaient individuellement responsables pour toute erreur commise. À l'origine, ces greffiers étaient les mêmes solicitors, ou juristes, commis à représenter les parties, mais à l'époque de Francis Bacon, les demandeurs eurent le droit à leurs propres conseillers. Le Master of the Rolls siégeait au Rolls Office, avec les Six Greffiers accompagnés de leurs propres greffiers, au nombre de soixante. Les postes des Six Greffiers furent abolis en 1843, les Masters in Chancery en 1852, et à l'abolition de la Cour, le Masters of the Rolls s'installa à la nouvelle Cour d'Appel.
Dès assez tôt dans son histoire, la Cour fut aussi accompagnée par deux Registrars, pour enregistrer les décrets du tribunal et ses ordres, et répertorier les précédents légaux. De plus, à partir de cette même époque, deux Examiners assistaient le Master of the Rolls à l'audition des témoins. Les fonctions à la Cour étaient  régulièrement et ouvertement offertes à la vente par le Master of the Rolls et le Lord Chancelier: le poste de Master of Chancery pouvait être obtenu pour 6 000 £ en 1625. Pour éviter la cooptation et à cause de la corruption de la majorité des officiers, une loi passée cette année-là ordonna que les frais soient directement payés à la Banque d'Angleterre, et créa un poste de Commissaire aux Comptes Général pour surveiller les aspects financiers de la cour. En 1813, un premier Vice-Chancelier - pas le Master of the Rolls - fut nommé afin de traiter le nombre croissant des affaires soumises au tribunal. Avec l'accumulation du retard, deux Vice-Chanceliers supplémentaires furent nommés en 1841 selon un second édit du Parlement ; cependant cet édit portait sur deux nominations à vie, et non pas deux ouvertures de poste: en sorte qu'au décès des Vice-Chanceliers respectifs, la fonction n'était pas renouvelée. Le poste fut aboli en même temps que la Cour était dissoute en 1873.

### Traductions de
1. ↑  (en) « suggestions [are] proved untrue »